# Freddy González (cyclisme, 1975)
Pour les articles homonymes, voir Freddy González, González et Martínez.
González  Martínez est un nom espagnol. Le premier nom de famille, en général paternel, est González ; le second, en général maternel, souvent omis, est Martínez.
Freddy Excelino González Martínez, né le 18 juin 1975 à Líbano (département de Tolima), est un coureur cycliste colombien, passé professionnel en 2000. Il a fait l'essentiel de sa carrière dans des équipes italiennes, avec lesquelles il fut meilleur grimpeur du Tour d'Italie à deux reprises. Il a également remporté le Tour de Langkawi.

## Biographie

### Année 2012
Il signe, pour la saison 2012, avec l'équipe Formesan-IDRD-Pinturas Bler, équipe professionnelle non-affiliée à l'UCI. Globalement, l'année est décevante (seulement trois victoires et aucune place dans les épreuves majeures du calendrier national).
Fin février, les dirigeants de son équipe lui permettent de disputer le Tour de Langkawi au sein de l'équipe cycliste Azad University. Il finit à la 40e place dans l'anonymat, terminant à plus de treize minutes de José Serpa, lors de l'étape reine de l'épreuve, arrivant en altitude aux Genting Highlands.
De retour en Colombie, il remporte la première étape de la Vuelta al Tolima. Lors de celle-ci, Félix Cárdenas se détache dans le dernier col, seul González peut revenir sur lui dans la descente et le bat au sprint. Il perd le maillot de leader lors de la 3e étape, où il ne peut accompagner Cárdenas, dans l'ascension finale.
Dix jours plus tard, il gagne la dernière étape de la Vuelta a Cundinamarca, épreuve suivante du calendrier cycliste colombien. Devant le mauvais état de la route, l'étape est neutralisée dans sa majeure partie et se réduit à la montée terminale, longue de 16 km. Il intègre l'échappée du jour et profite de ses qualités de grimpeur pour terminer en solitaire. Sa dernière victoire, il l'obtient en profitant de l'absence de toutes les principales équipes colombiennes pour s'imposer dans le contre-la-montre inaugural de la Clásica de Funza.
Le reste de sa saison est insatisfaisant. En juin, il est au départ du Tour de Colombie, le leader de sa formation. Il perd près de vingt-cinq minutes lors de la première étape de montagne, et toute chance de bien figurer au classement final. Le même scénario se reproduit à l'automne au Clásico RCN. Il est inexistant également lors des épreuves sur route des XIXe Juegos Deportivos Nacionales qu'il dispute pour son département natal du Tolima (quinzième du contre-la-montre et abandon lors de la course en ligne).

### Année 2013
Après un an chez Formesan, Freddy González retrouve la formation Movistar. Son année ressemble à la précédente et, avec seulement une victoire décrochée, peut être considérée comme un échec.
Il apparaît, pour la première fois, dans les classements en avril. Après avoir été battu de peu, lors de la dernière étape de la Clásica de Fusagasugá, il prend la roue de Félix Cárdenas, lorsque celui-ci lance le sprint qui conclut le Championnat de Colombie. Rattrapés, dépassés, il termine, néanmoins, septième. Particulièrement motivé pour courir dans son département natal, il est tout près de s'imposer dans une étape de la Vuelta al Tolima, puisqu'il monte par trois fois sur un podium. Cela lui permet de remporter le classement de la régularité et de finir dixième au classement général.
Un mois plus tard, il abandonne le Tour de Colombie, lors de l'avant-dernière étape, sans jamais avoir pesé sur la course. À l'issue de cette compétition, la formation n'engage plus d'équipe pendant quelques semaines, jusqu'à la Vuelta a Boyacá, course précédant le Clásico RCN. Freddy González y remporte sa seule et unique victoire de l'année, en disposant de ses deux compagnons d'échappée, à l'arrivée de la deuxième étape. À l'image de sa saison, le Clásico RCN est décevant. Bien que González se glisse dans l'échappée victorieuse de la deuxième étape, il termine, une semaine plus tard, à deux heures du vainqueur final, Camilo Gómez. Début février 2014, Freddy González annonce mettre un terme à la compétition. À cette occasion, une cérémonie d'adieux est organisée dans sa ville natale de Líbano. Il compte, toutefois, poursuivre dans le cyclisme, en intégrant les cadres techniques de l'équipe de la ligue cycliste de son département ou d'une formation de marque.

## Palmarès

### Palmarès année par année
| - 1998 - 3e et 15e étapes du Tour de Colombie - 1999 - 5e et 8e étape du Tour du Táchira - 4e étape du Tour de Colombie - 4e étape de la Ruta Mexico - 2e du Tour du Táchira - 2001 - Classement de la montagne du Tour d'Italie - 8e étape du Clásico RCN - Trofeo dello Scalatore - 2e du Trofeo dello Scalatore II - 3e du Giro Riviera Ligure Ponente - 3e de la Semaine internationale Coppi et Bartali - 2002 - 2e et 6e étapes du Clásico RCN - 3e du Clásico RCN - 2003 - Tour d'Italie : - Classement de la montagne - Prix de la combativité - 3e du Tour de Langkawi - 2004 - 8e et 12e étapes du Tour du Táchira - Classement général du Tour de Langkawi - 8e étape du Tour du Venezuela - 1re étape du Clásico RCN - 2e du Tour du Táchira - 2005 - 4e étape de la Semaine cycliste lombarde - 2e du Giro d'Oro - 3e du Grand Prix de l'industrie et de l'artisanat de Larciano | - 2006 - 1re et 3e étapes de la Vuelta al Valle del Cauca - 1re et 3e étapes de la Clásica de Girardot - 2e de la Clásica de Girardot - 3e de la Vuelta al Valle del Cauca - 2007 - 11e étape du Tour de Colombie, - 2e de la Vuelta al Valle del Cauca - 2009 - 1re étape de la Clásica de Fusagasugá - Vuelta a Antioquia : - Classement général - 1re étape - 1re étape de la Clásica de Girardot - 2010 - 1re étape de la Clásica de Girardot - 7e étape du Tour de Colombie - 2011 - 11e étape du Tour de Colombie - 2012 - 1re étape de la Vuelta al Tolima - 5e étape de la Vuelta a Cundinamarca - 2013 - 2e étape de la Vuelta a Boyacá - 2015 - 5e étape du Clásico RCN |

### Résultats sur les grands tours

#### Tour de France
Aucune participation.

#### Tour d'Italie
6 participations
- 2000 : abandon (18e étape)
- 2001 : 46e, vainqueur du  classement du meilleur grimpeur
- 2002 : abandon (10e étape)
- 2003 : 35e, vainqueur du  classement du meilleur grimpeur et du prix de la combativité
- 2004 : abandon (9e étape)
- 2005 : non-partant (6e étape)

#### Tour d'Espagne
1 participation
- 2005 : abandon (12e étape)

### Résultats sur les championnats

#### Jeux olympiques

##### Course en ligne
1 participation.
- 2000 : Abandon[29].

#### Championnats du monde professionnels

##### Course en ligne
1 participation.
- 2004 : 47e au classement final.